# Alina Paš
Alina Ivanivna Paš, conosciuta come Alina Paš (in ucraino Аліна Іванівна Паш?; Buštyna, 6 maggio 1993), è una rapper e cantante ucraina.

## Biografia
Nata a Buštyna, nell'oblast' della Transcarpazia, nel 2010 ha preso parte al programma televisivo Karaoke na majdani. Fattasi conoscere con la sua partecipazione alla versione ucraina di X Factor, dove è arrivata 3ª in finale, ha pubblicato il suo primo album in studio Pintea: Hory nel 2019. Il disco è stato supportato dall'estratto Bitanga, che allo YUNA, il principale riconoscimento musicale nazionale, le ha valso due nomination, vincendone una come miglior hit hip hop. L'artista ha inoltre ottenuto due candidature nell'ambito del M1 Music Award e si è esibita al festival Atlas Weekend.
Padlo, una collaborazione con Al'ona Al'ona, ha trionfato in due categorie allo YUNA. Grazie a Perša Ledi ha conseguito il suo primo successo radiofonico, poiché ha trascorso oltre un anno nella hit parade nazionale ed è terminato alla 73ª posizione nella classifica annuale. A giugno 2019 è stato presentato il disco Pintea: Misto, a cui ha fatto seguito il terzo album Rozmova, che le ha permesso di ottenere due candidature allo YUNA tenutosi nel 2021.
Alina Paš ha preso parte a Vidbir 2022, rassegna canora utilizzata per la selezione del rappresentante ucraino all'annuale Eurovision Song Contest, con l'inedito Shadows of Forgotten Ancestors, il quale ha ricevuto il massimo dei voti dalla giuria e la seconda maggior quantità di punti dal televoto. In questo modo, l'artista si è guadagnata il diritto di rappresentare la nazione ucraina all'Eurovision Song Contest 2022. Tuttavia, quattro giorni dopo, in seguito a una controversia riguardante un suo viaggio nel territorio conteso della Crimea nel 2015, illegale per la legge ucraina in quanto è entrata nella penisola dal confine con la Russia e per aver falsificato i documenti di rientro in patria cercando di nascondere il fatto, la cantante si è ritirata, cedendo il diritto alla Kalush Orchestra di rappresentare la nazione ucraina alla kermesse europea.

## Discografia

### Album in studio
- 2019 – Pintea: Hory
- 2019 – Pintea: Misto
- 2021 – Rozmova
- 2024 – Alina Pash

### EP
- 2020 – Amerikraine Dream
- 2021 – Norov
- 2024 – Esbat
- 2024 – Nikoly. S4e raz (con Zbaraski)

### Singoli
- 2018 – Bitanga
- 2018 – Oinagori
- 2019 – Oboloka (con Born Dirty)
- 2019 – Ne pyly (con Freel)
- 2020 – Vysokomirni
- 2020 – Ne vpasty (feat. Anja Sapajeva)
- 2020 – Rizni.Rivni (con Serhij Babkin e Constantine feat. [O], Krut', Latexfauna, Daniel Shake, Secret Avenue, Kulšenka, Ofilijan, Lucas Bir, U:lav, Shy e Wwwaaavvveee)
- 2020 – Amaga (con T-Zhuk)
- 2020 – N.U.M.
- 2021 – Molytva
- 2021 – Palayu (con Krechet feat. Donn & Osmon)
- 2021 – Motanka
- 2022 – Čekaju noči
- 2022 – Shadows of Forgotten Ancestors/Tini zabutych predkiv
- 2022 – Pered svitankom
- 2022 – Heaven
- 2022 – Nebrats'ki narody
- 2022 – Viryty
- 2023 – Karpatska
- 2023 – Chukutykha
- 2023 – Goira
- 2024 – Ne_novenka
- 2024 – Sklo (con Zbaraski)
- 2024 – Bad Witch
- 2024 – Black Hearse
- 2024 – Kigurumi